# Brachystelma kerzneri
Brachystelma kerzneri är en oleanderväxtart som beskrevs av R. Peckover. Brachystelma kerzneri ingår i släktet Brachystelma och familjen oleanderväxter. Inga underarter finns listade i Catalogue of Life.